# Citymapper
Citymapper é um aplicativo de transporte público e serviço de mapeamento que exibe opções de transporte, geralmente com tempo ao vivo, entre quaisquer dois locais em uma cidade suportada. Ele integra dados para todos os modos de transporte urbano, incluindo caminhada, ciclismo e direção, além do transporte público. É gratuito para os usuários e é suportado por um aplicativo móvel em dispositivos como telefones celulares e por um site na Internet.
Os dados subjacentes são extraídos de várias fontes, incluindo dados abertos (geralmente arquivos GTFS fornecidos pelas autoridades de transporte) e autoridades de trânsito locais. Alguns dados são gerados pelo usuário ou coletados por funcionários locais.
Citymapper começou em 2011 em Londres. Sua segunda cidade foi Nova York. Em agosto de 2020, foram cobertas viagens em 58 cidades e áreas metropolitanas. A Citymapper foi fundada por Azmat Yusuf, um ex-funcionário do Google, que também atua como CEO da Citymapper.
Em dezembro de 2019, o aplicativo adicionou um recurso que permite aos usuários escolher entre uma rota "rápida" ou "estradas principais", que evitam áreas com pouca luz.
A partir de 2021, a empresa fornece seus serviços para cinquenta milhões de usuários em oitenta cidades.

## Outros serviços
Em setembro de 2017, a Citymapper lançou um serviço de ônibus noturno no East End de Londres. O serviço em várias iterações foi chamado de Smartbus, SmartRide e Ride. O serviço usava vans para oito passageiros, pois a autoridade de trânsito de Londres, a Transport for London, não permitia que o Citymapper operasse ônibus de tamanho normal. O Citymapper descontinuou este serviço em julho de 2019.
Em fevereiro de 2019, a Citymapper lançou o Pass, uma assinatura semanal que dava aos usuários acesso a algumas formas de transporte público em Londres, a um custo menor do que outros passes semanais.

## Finanças corporativas
Em 2019, o Citymapper ganhou £ 5,8 milhões em receita, mas teve perdas líquidas superiores a £ 9 milhões.
Em maio de 2021, a Citymapper levantou £ 45 milhões em financiamento de capital de risco. Em maio de 2021, a empresa lançou uma campanha de crowdfunding voltada para investidores de varejo. A empresa planeja usar os fundos para expandir os serviços em outras cidades.